# Um Rosto de Mulher
Um Rosto de Mulher é uma telenovela brasileira exibida pela TV Globo entre 3 de dezembro de 1965 e 13 de março de 1966, às 21h30. Baseada no original mexicano de Estela Calderón Sánchez, foi escrita por Daniel Más, dirigida e produzida por Sérgio Britto. Teve 85 capítulos e foi a 4ª "novela das dez" exibida pela emissora. A telenovela marcou a estreia da atriz Nathália Timberg.
Trama romântica que relata o drama de Eliza, uma mulher com dupla personalidade.

## Elenco
| Ator/Atriz       | Personagem | Ref.  |
| ---------------- | ---------- | ----- |
| Nathália Timberg | Elisa      | [ 1 ] |
| Reginaldo Faria  | Salomão    | [ 1 ] |
| Miriam Pires     | Estela     | [ 1 ] |
| Marília Pêra     | Elizabeth  | [ 1 ] |
| Leila Diniz      | Laura      | [ 1 ] |
| Carlos Alberto   | Guará      | [ 1 ] |
| Cláudio Marzo    | Gustavo    | [ 1 ] |
| Emiliano Queiroz | Mauro      | [ 1 ] |
| Aldo de Maio     |            | [ 1 ] |
| Jaime Costa      |            | [ 1 ] |
| Léa Bulcão       |            | [ 1 ] |
| Lícia Magna      |            | [ 1 ] |
| Cláudia Martins  |            | [ 1 ] |